# Choising (Schiff)
Die Choising war ein deutscher Dampfer mit 1652 BRT, der durch seinen Einsatz am Anfang des Ersten Weltkriegs bekannt wurde.

## Geschichte
Die Choising wurde 1901 von der Rickmers-Werft in Geestemünde als Madeleine Rickmers gebaut. Sie gehörte zur Choising-Klasse mit sechs Schiffen, die von der Reederei Norddeutscher Lloyd (NDL) in Bremen für seine ostasiatischen Küstenlinien erworben wurde. Der NDL kaufte die Choising bereits im November 1903, übernahm sie aber erst 1906 in den eigenen Küstendient in Ostasien. Am 5. Juni 1907 stieß die Choising vor Hongkong mit dem in Hamburg registrierten Dampfschiff Verona zusammen und begann zu sinken. Das Schiff konnte jedoch auf den Strand gesetzt, später geborgen und nach erfolgter Reparatur wieder in Dienst genommen werden.
Am 27. September 1914 verließ die Choising Padang mit 1000 t Kohle an Bord, die für den im Indischen Ozean operierenden deutschen Kleinen Kreuzer Emden bestimmt waren. Die Emden geriet am 9. November in ein Gefecht mit dem australischen Kreuzer Sydney, bei dem sie kampfunfähig geschossen, vor Nord-Keeling auf Grund gesetzt und aufgegeben wurde. Während 134 Mann der Kreuzerbesatzung im Gefecht fielen und 116 weitere in Kriegsgefangenschaft gerieten, verlieb ein kleiner Landungszug unter Kapitänleutnant Hellmuth von Mücke auf der südlicher gelegenen Direction-Insel, von wo er am Abend an Bord des gekaperten Schoners Ayesha nach Padang aufbrach. Am 27. November erreichte die Ayesha Padang und Mücke beorderte die Choising zu einem Treffpunkt außerhalb der niederländischen Hoheitsgewässer, wo beide Schiffe am 14. Dezember aufeinandertrafen. Der Landungszug der Emden stieg auf die Choising über und versenkte die Ayesha. Anschließend brachte die Choising den Landungszug nach Hodeida in den Jemen, wo sie am 8. Januar 1915 ankam. Von dort aus erreichten die Marineangehörigen teils auf dem Landweg und teils mithilfe mehrerer Daus bis Pfingsten 1915 Konstantinopel. Für die Fahrt nach Hodeida tarnte die Besatzung der Choising ihr Schiff als italienischen Frachter Shenir.
Die Choising lief nach Massaua in Eritrea und wurde dort am 11. Januar 1915 interniert. Nach dem Kriegseintritt Italiens als Kolonialmacht von Äthiopien wurde das Schiff am 17. Juni 1915 beschlagnahmt und in Carrocio umbenannt. Am 15. Mai 1917 wurde sie durch den österreichischen Zerstörer Balaton in der Straße von Otranto versenkt.